# TRN RABe 527 Nina
De TRN RABe 527 is een treinstel van het type Vevey Nina, een zogenaamde lichtgewichttrein met lagevloerdeel. De treinstellen werden ingezet voor het regionaal personenvervoer van de Zwitserse spoorwegonderneming Transports Régionaux Neuchâtelois (TRN), en zijn inmiddels overgedragen aan de BLS AG.

## Geschiedenis
Het treinstel werd in de jaren 1990 ontworpen in een samenwerking tussen Vevey Technologies uit Vevey en Waggonfabrik Talbot uit Aken. Het acroniem Nina staat voor Niederflur Nahverkehrszug.
De BLS bestelde bij Vevey Technologies in 1998 de eerste serie van 13 treinstellen. In 2000 werd de tweede serie van 6 treinstellen besteld. Tevens plaatste Transports de Martigny et Régions (TMR) een order voor de bouw van 3 treinstellen en Transports Régionaux Neuchâtelois (TRN) een order voor de bouw van 2 treinstellen.
Deze treinen zijn inmiddels vervangen door treinen met een groter motorvermogen van het type Flirt.
Het TRN-treinstel 527 322 werd eind september 2008 in het bestand van de BLS opgenomen als 525 038. Het treinstel 527 321 wordt in oktober 2009 bij de BLS als 525 037 ingevoerd.

## Constructie en techniek
Het treinstel werd van motorwagen tot vierdelig treinstel aangeboden. De elektrische installatie werd gebouwd door Holec BV uit Ridderkerk (later verder als Traxis en overgenomen door Alstom). Deze treinstellen kunnen tot vier stuks gecombineerd rijden. De treinstellen zijn uitgerust met luchtvering.

## Treindiensten
Deze treinstellen werden door de Transports Régionaux Neuchâtelois (TRN) als Regio Express ingezet op de volgende trajecten:
- Neuchâtel – Travers
- Travers – Buttes